# Sathonay-Village
Sathonay-Village es una comuna francesa situada en la Metrópoli de Lyon en la región de Auvernia-Ródano-Alpes. Pertenece a la aglomeración urbana de Lyon.

## Demografía
| 463 | 505 | 675 | 1 050 | 1 401 | 1 693 | 2 326 | 2 409 |
| Para los censos de 1962 a 1999 la población legal corresponde a la población sin duplicidades (Fuente: INSEE [Consultar]) |     |     |       |       |       |       |       |